# Antonivka, Rozivka
Antonivka (în ucraineană Антонівка, în germană Tiegenort) este o comună în raionul Rozivka, regiunea Zaporijjea, Ucraina, formată numai din satul de reședință. Satul a fost locuit de germanii pontici.  

## Demografie
Componența lingvistică a comunei Antonivka
     Ucraineană (85,93%)
     Rusă (13,14%)
     Alte limbi (0,93%)
Conform recensământului din 2001, majoritatea populației comunei Antonivka era vorbitoare de ucraineană (85,93%), existând în minoritate și vorbitori de rusă (13,14%).